# КНВО «Форт»
Науково-виробниче об'єднання «ФОРТ» МВС України (англ. Research and Production Company «Fort» of the Ministry of Interior of Ukraine) — провідне державне підприємство України, яке спеціалізується на розробці та виробництві вогнепальної зброї та різних спецзасобів для співробітників правоохоронних органів та інших силових структур.

## Історія

### 1990-ті
НВО «Форт» засноване 24 січня 1991 року та безпосередньо пов'язана з діяльністю правоохоронних органів. Саме тоді для розробки і впровадження у виробництво засобів особистого захисту для співробітників органів внутрішніх справ на базі спеціального відділення УВС Вінницької області з виробництва спецзасобів було організовано державне спеціалізоване мале науково-виробниче підприємство «Форт».
1994 року з метою укріплення наукової, конструкторсько-технологічної та дослідно-експериментальної бази для розробки та виробництва вітчизняної вогнепальної зброї та спецзасобів за рішенням уряду на баланс МНВО «Форт» був переданий Вінницький науково-дослідний приладобудівний завод і таким чином утворено Науково-виробниче об'єднання «Форт» МВС України.
Звертаючи увагу на важливість завдань, які стоять перед об'єднанням, 1998 року Кабінет Міністрів ухвалив рішення про надання підприємству статусу казенного.
Наприкінці березня 1998 року НВО відкрило перший і поки єдиний в Україні цех із серійного виробництва стрілецької зброї. На церемонії відкриття офіційні особи тоді заявили, що Україна прорвала кільце ізоляції з випуску серійної стрілецької зброї. Підприємство спроможне випускати короткоствольні пістолети «Форт». Цього ж року було розпочате виробництво першого пістолета підприємства Форт-12, що розроблений на базі чеських пістолетів ČZ-75 та ČZ-83. Для виробництва пістолета з Чехії було доставлено необхідне для цього обладнання.
У лютому 1999 року тодішній міністр внутрішніх справ України, генерал Юрій Кравченко, повідомив, що незначна партія пістолетів Форт-12 була доставлена до Казахстану, Міністерство внутрішніх справ якої ухвалило рішення щодо прийняття цих пістолетів на озброєння.

### 2000-ті
У жовтні 2000 року «Форт» уклав угоду на постачання партії своїх пістолетів в Узбекистан.
2002 року в НВО «Форт» з'явився власний ствол. Раніше стволи для пістолетів Форт постачала чеська фірма Česká Zbrojovka, але, використовуючи технології електрошлакового переплаву, підприємство завершило роботу над створенням стволів власного виробництва.
2003 року НВО почало проводити агресивну маркетингову політику входження на міжнародні ринки.
До 2004 року об'єми продаваних партій українських пістолетів «Форт» збільшилася до 500 одиниць.
До XXVIII Олімпійських ігор, що відбулися в серпні 2004 року, афінських полісменів, які підтримували спокій у місті, «Форт» забезпечив наручниками та гумовими палицями.
Наказом МВС України від 25 грудня 2008 року підприємству «Форт» було доручено приступити до виготовлення і постачання номерних знаків. 11 лютого 2009 року МВС уклало з НВО «Форт» угоду.

### 2010-ті
26 жовтня 2010 року прем'єр-міністр Микола Азаров з робочою поїздкою відвідав Науково-виробниче об'єднання «Форт» та під час зустрічі з його представниками заявив, що уряд вивчить можливість впровадження постійного держзамовлення на зброю та спецзасоби, зокрема, він уточнив, що «Форт» має значні перспективи для розвитку.
Згідно з постановою від 27 жовтня 2010 року № 1040 Кабінет Міністрів України виділив на безповоротній основі 19,3 млн грн. для придбання виробничої лінії та налагодження на базі казенного «Науково-виробничого об'єднання „Форт“ МВС України» виробництва деталей зброї за МІМ-технологіями інжекційного формування металевих порошків.
У листопаді 2010 року Науково-виробниче об'єднання «Форт» перемогло у тендері, оголошеному МВС на закупівлю всіх модифікацій транзитних номерних знаків, і отримав замовлення на поставку 1,157 млн одиниць 2011 року на загальну суму 133 млн. 696 тис. 338 грн.
12 листопада 2010 року державний «Ощадбанк» у зв'язку з черговим нападом на одне з своїх відділень вирішив купити у КП «НВО „Форт“ МВС України» 121 пістолет Форт-17 і 23,95 тис. патронів.
2011 року об'єднання «Форт» виграло тендер на поставку 327 пістолетів Форт і 41,75 тис. патронів типу ПМ, що оголошений державним «Ощадбанком». Договір з закупки був підписаний 19 квітня цього ж року. Вартість договору становить 867,639 тис. грн.
Міністерство внутрішніх справ за результатами тендерів 8 липня 2011 року уклало угоду з «Фортом» на закупівлю 336 одиниць вогнепальної зброї (164 пістолетів Форт-21, з них 54 з глушниками; 100 пістолетів Форт-17-05 у комплекті з футляром; 51 пістолетів-кулеметів Форт-224, з них 27 з глушниками; 7 штурмових гвинтівок Форт-221; 7 кулеметів Форт-401 і 7 помпових рушниць Форт-500). Вартість закупівлі склала 6,23 млн грн.
ПАТ «Укргідроенерго» придбало 118 пістолетів моделі Форт-17 для підрозділів воєнізованої охорони згідно з проведеного тендеру, переможцем якого стало НВО «Форт». Ціна зброї становить 326 388 тис. грн. (з ПДВ).
З 2011 року МВС купувало номерні знаки транспортних засобів за процедурою закупівлі в одного учасника — у КНВО «Форт», оскільки у підприємства є патент на промисловий зразок «знак номерний транспортних засобів». Патентом «Форт» володіє з кінця 2010 року. Власником патента, окрім державного КНВО «Форт», є польська компанія «УТАЛ», засновниками якої є поляки Яцек Войцеховський, Манфред Гєбл, Яцек Белецький, а згодом також німецька фірма FirmaErichUtschAG, що займається, зокрема, виготовленням номерів та обладнання для цього процесу.
Після призначення харків'янина Арсена Авакова міністром МВС, патент з невідомих причин було передано саме харківському «Світлофору», і 2014 року «Форт» уклав ліцензійний договір із харківським ТОВ «Світлофор», яким надав останньому право користуватися патентом. Саме ж підприємство МВС повідомило Міністерство, що не буде брати участь в процедурах закупівель щодо поставок номерних знаків для потреб МВС. Відтак тепер МВС купує номерні знаки в цієї фірми.
В 2018 році служба воєнізованої охорони «Південно-Західної залізниці» закупила партію вогнепальної зброї — штурмові гвинтівки, пістолети-кулемети та пістолети у КНВО «Форт» на 2,6 млн грн.
В 2018 році було налагоджено лінію повного циклу виробництва набоїв для пістолетів калібрів 9×18 мм та 9×19 мм. Цим передбачається повністю задовольнити потреби у цих набоях підрозділів, які входять до структури МВС України, а в подальшому, можливо, експортувати. Запуск нової виробничої лінії став можливим після виділення за підтримки уряду та Мінекономіки майже 69 млн гривень. За них було придбано обладнання різних світових виробників (США, Чехія, Польща Туреччина). На момент запуску ці виробничі лінії мають змогу виготовляти стрілецькі боєприпаси таких калібрів для пістолетів у двохзмінному режимі загальною кількістю 14 млн штук на рік. Планується, що згодом на підприємстві буде налагоджено й лінію виробництва боєприпасів для стрілецької автоматичної зброї у калібрах від 5,45 мм до 14,5 мм.

### 2020-ті
У листопаді 2021 року у військовій частині 3008 Національної гвардії України був створений підрозділ з охорони важливих об'єктів. Його сформували для військової охорони казенного науково-виробничого об'єднання «Форт» МВС України.

### Інциденти
У квітні 2019 року іракські прикордонники вилучили 1033 пістолетів «Форт-19» українського виробництва калібром 9×19-мм, що були завезені в країну як контрабанда.
Наприкінці березня 2020 року Служба безпеки України повідомила про виявлені нею правопорушення у виробничому об'єднанні. Так, СБУ підозрює колишнє керівництво КНВО «Форт» розтраті бюджетних коштів в особливо великих розмірах. За версією слідчих посадовці імпортували із-за кордону верстати на 1,7 мільйона доларів США, що фактично виявилися металобрухтом. Дії посадовців призвели до зриву низки поставок дефіцитних боєприпасів для потреб військових формувань України. Спецслужби встановили, що керівництво об'єднання підписало заздалегідь збитковий договір із закордонним постачальником. Як наслідок, до країни було імпортовано несправне та невідповідне умовам контракту обладнання. Більшість із завезених верстатів були виготовлені ще у 20-х роках минулого століття та не призначені для виготовлення патронів необхідного калібру.

## Діяльність
Сьогодні на підприємстві працює понад 600 досвідчених фахівців, виробництво обладнане високоточними обробними центрами, сучасною комп'ютерною технікою, впроваджуються найсучасніші технології. Робота науково-виробничого об'єднання охоплює одразу декілька напрямів, найголовніший з них стосується розробки високих технологій у виготовленні стрілецької зброї, зокрема, йдеться про програмне забезпечення балістичного проектування, комп'ютерна методика реєстрації об'єктів, метод хіміко-термічної обробки деталей, що дозволяє використовувати фортівські пістолети у складних кліматичних умовах.
Цех із виробництва пістолетів НВО «Форт» — єдине місце в країні, де виробляється зброя у будь-яких значних кількостях. У цей час основним продуктом цього підприємства є сімейство самозарядних пістолетів Форт, що відрізняються калібром, місткістю магазина та довжиною ствола. А також на підприємстві створено єдину в Україні експериментальну лабораторію для випробувань зброї.
Упродовж свого існування підприємство значно розширило асортимент своєї продукції. Тепер НВО «Форт» МВС України займається розробкою та виробництвом стрілецької зброї та боєприпасів, крім того, значну частину випущеної продукції складає травматична зброя для цивільного ринку.

### Міжнародна кооперація
«Форт» налагодив також спільне виробництво пістолетів за ізраїльською ліцензією. При цьому 60 % комплектуючих виготовляється в Україні, 40 % — імпортуються з Ізраїлю. Крім того, підприємство почало зборку автоматів серії Форт-221, Форт-222, Форт-223, Форт-224 на базі ізраїльської штурмової гвинтівки TAR-21.
Основна частина продукції підприємства (2008 р. — 40 %; 2009 р.  — від 65 %) орієнтована на експорт тому, для того щоб відповідати високим вимогам міжнародних ринків особливу увагу приділяється впровадженню прогресивних матеріалів та технологій виробництва з метою підвищити якість та характеристики випущеної продукції. Колектив науково-виробничого об'єднання дбає про репутацію свого товару — виготовлену зброю ретельно перевіряють, зокрема, у відділі технічного контролю, пристрілюють у тирі.
Свою зброю підприємство демонструвало на міжнародних виставках озброєнь IDEX-1999, IDEX-2001, IDEF-2001, IDEX-2011, «Зброя та безпека-2006», «Зброя та безпека-2008», «Зброя та безпека-2009», «Зброя та безпека-2010», «Зброя та безпека-2011» та інші. Продукція НВО «Форт» відзначена дипломами виставок IDEX-2001, MILIPOL-2001, Malaysia-2002.
Основні покупці — декілька держав СНД, але постачання здійснювалися й ряду країн Південно-Східної Азії. Стабільне держоборонзамовлення становить 3-5 %: здебільшого пістолети йдуть в МВС, СБУ, ДПАУ та Держкомкордон. До середини 2004 року пістолети Форт мали лише 12 % особового складу МВС України.
Уряд, постановою від 11 січня 2017 року № 12, надав казенному науково-виробничому об'єднанню «Форт» МВС України додаткових повноважень на право здійснення експорту товарів військового призначення власного виробництва та імпорту товарів військового призначення для потреб власного виробництва.
Так, Уряд додатково, до вже наявних, надав повноваження підприємству «Форт», щодо експорту товарів військового призначення власного виробництва за позиціями:
- Броньоване чи захисне обладнання та конструкції і «спеціально призначені» для них «компоненти»; (ML13)
- Апаратура формування зображення або апаратура протидії, «спеціально призначена для військового використання», та «спеціально призначені» «компоненти» і «аксесуари»; (ML15)
- Технології. (ML22)

Щодо імпорту товарів військового призначення для потреб власного виробництва за позиціями:
- Броньоване чи захисне обладнання та конструкції і «спеціально призначені» для них «компоненти»; (ML13)
- Апаратура формування зображення або апаратура протидії, «спеціально призначена для військового використання», та «спеціально призначені» «компоненти» і «аксесуари»; (ML15)
- Поковки, відливки та інші вироби без чистової обробки, «використання» яких у виробах, що підлягають контролю, може бути встановлено за складом матеріалів, геометрією або функцією і які «спеціально призначені» для будь-яких виробів, що підлягають контролю згідно з позиціями ML1 — ML4, ML6, ML9, ML10, ML12 або ML19; (ML16)
- Технології. (ML22)

До цього підприємство «Форт», мало право експорту та імпорту товарів військового призначення за позиціями:
- Гладкоствольна зброя калібру менш як 20 мм та інша зброя, у тому числі автоматична, калібру 12,7 мм (калібр 0,5 дюйма) або менше та «аксесуари» до неї, а також «спеціально призначені» для неї «компоненти»; (ML1)
- Гладкоствольна зброя калібру 20 мм або більше та інша зброя чи озброєння калібру більш як 12,7 мм (калібр 0,5 дюйма), установки для метання «аксесуари», а також «спеціально призначені» для них «компоненти»; (ML2)
- Боєприпаси, а також запальники, підривники, детонатори та «спеціально призначені» для них «компоненти». (ML3)

А також лише імпорту товарів військового призначення для потреб власного виробництва:
- Виробниче обладнання та «компоненти» (ML18)

Позиції визначені згідно Постанови КМУ від 20 листопада 2003 року № 1807 «Про затвердження Порядку здійснення державного контролю за міжнародними передачами товарів військового призначення».

## Продукція

### Асортимент
Останнім часом став помічатися зріст популярності стрілецької зброї марки «Форт» в Україні (найпопулярнішими моделями стали Форт-12 і Форт-17). Тепер зброя українського виробництва використовується охоронцями державних та приватних установ[джерело?].
На сьогоднішній день підприємство випускає та реалізовує:
- Нарізну короткоствольну зброю (самозарядні пістолети);
- Зброя травматичної дії (пістолети для стрільби патронами з еластичною кулею);
- Газові пістолети;
- Дробовики, гладкоствольні рушниці;
- Глушники для вогнепальної зброї;
- Прицільні пристрої лазерні для вогнепальної зброї;
- Зброя для полювання (рушниці та карабіни);
- Спецзасоби (комплекти захисних протиударних пристроїв, спецодяг, протиударні щити, пристрої для примусової зупинки автотранспорту, гумові палиці, металеві браслети, ножні кайдани і турнікети);
- Кобури і чохли для зброї;
- Футляри для ножів шкіряні;
- Обладнання для контролю і тестування транспортних засобів;
- Сейфи;
- Шафи та ящики збройові захищені;
- Шафи підвищеної безпеки металеві

### Зразки
- Пістолети: Форт-5, Форт-6, Форт-7, Форт-10, Форт-12, Форт-12Б, Форт-14ТП, Форт-15, Форт-17, Форт-18, Форт-21.01, Форт-21.02, Форт-21.03, Форт-19, Форт-28;
- Спортивні пістолети: Сокіл, Беркут, Кобра;
- Травматичні пістолети: Форт-Д, Форт-5Г, Форт-5Р, Форт-6Р, Форт-10Р, Форт-10Т, Форт-12Г; Форт-12Р, Форт-12Т, Форт-12РМ, Форт-14Р, Форт-17Р, Форт-17Т, Форт-18Р, Форт-19Р, ПМ-РФ, Наган-РФ;
- Пістолети-кулемети: Форт-230
- Мисливська зброя: АКМ-Ф, АКМ-МФ, АКМС-Ф, АКМС-МФ1, СКС-МФ, ТОЗ-8ОПФ, ТОЗ-12ОПФ;
- Помпові рушниці: Форт-500, Форт-500А, Форт-500М, Форт-500П, Форт-500Т, Форт-500ФС;
- Автоматична зброя: Tavor Assault Rifle (Форт-221),Форт-250, АК-74 (Модернізація);
- Снайперські гвинтівки: Galil Sniper (Форт-301);
- Кулемети: Negev (Форт-401);
- Ножі: Форт-100, Форт-135;
- Глушники: Форт-4;
- Набої: Форт-Т, Форт-РР

Підприємство також надає послугу вихолощення зброї[джерело?].

## Цікаві факти
- Указом Президента України від 29 квітня 1995 року № 341 "Про заснування відзнаки Президента України «Іменна вогнепальна зброя» введена нагорода Президента «Іменна вогнепальна зброя», яким є пістолет моделі Форт-12[2]. (Див. детальніше: Іменна вогнепальна зброя (Україна))

- При виборі назви для підприємства, засновники виходили з того, що споконвіку слово «форт» на багатьох мовах означає посилення, захист, укріплення. Англійське «fort» перекладається як «укріплене місце». До речі, в українській мові також є однокореневе слово — «фортеця»[47].

- КП «НВО „Форт“ МВС України» на згадку про «Помаранчеву революцію» виготовила пістолети з написом «ТАК!». Пістолети збирали вручну найкращі фахівці. Дуло зброї прикрашене золотою різьбою, тому коштує вона в чотири-п'ять разів дорожче, аніж будь-яка інша фортівська зброя. Незабаром тисяча «революційних» пістолетів з'явилися у вільному продажі[49].